# Pardosa colchica
Pardosa colchica är en spindelart som beskrevs av Tamara Mcheidze 1946. Pardosa colchica ingår i släktet Pardosa och familjen vargspindlar. Inga underarter finns listade i Catalogue of Life.